# 啓工街駅
啓工街駅（けいこうがい-えき）は中華人民共和国遼寧省瀋陽市鉄西区に位置する瀋陽地下鉄1号線の駅である。

## 駅構造
島式ホーム1面2線の地下駅で、ホームドア設置駅。出口はA・B・Cの3箇所ある。
のりば
駅北側から、
| ■1号線 | 于洪広場・張士・十三号街方面   |
| ■1号線 | 瀋陽駅・青年大街・黎明広場方面 |

## 駅周辺
- 世星国際飯店
- 購每利生活購物超市
- 第一城小区
- 快楽天地双語芸術幼児園
- 啓工街第一小学
- 建設公園

## 歴史
- 2010年9月27日 - 開業。

## 隣の駅
瀋陽地下鉄
■1号線
重工街駅 - 啓工街駅 - 保工街駅